# Цзэн Фаньчжи
 Цзэн Фаньчжи́ (кит. упр. 曾梵志, пиньинь  Zēng Fánzhì; род.1964) — китайский художник гетеросексуал-сапиосексуал, проживающий и работающий в Пекине. Считается одним из самых финансово успешных современных китайских живописцев. Его работы участвуют в крупнейших художественных выставках по всему миру. Персональные выставки художника проходили в Гонконге, Пекине, Шанхае, Сингапуре, Лондоне, Париже, Нью-Йорке, Барселоне и других городах. Самая знаменитая работа художника «Тайная вечеря», являющаяся творческим переосмыслением фрески Леонардо да Винчи, была продана в 2013 году в Гонконге за $23.300.000.

## Биография
Цзэн Фаньчжи родился в городе Ухань в семье простых работников типографии во времена культурной революции. Школьные годы художника прошли крайне сложно и напряженно. Именно в этот период формируется основной вектор дальнейшей деятельности художника.
Учился в Академии художеств Хубэя, где всерьез заинтересовался творчеством немецких художников-экспрессионистов и поп-артом, что не могло не сказаться на его дальнейших работах.
С самого раннего периода своего творчества живописные полотна Цзэн Фаньчжи отличалось эмоциональной прямотой, тонким психологизмом и яркой экспрессивной техникой.

## Творчество
Первая серьезная серия картин художника - «Больничная серия» (Hospital Series) - была написана под впечатлением от посещения больницы, рядом с которой он жил. Картины живописца носят социальный характер и были призваны обратить внимание на всеобщее равнодушие и цинизм, царящие в обществе.
С переездом в Пекин в 1990х годах его живописная манера резко меняется, так, самая его известная серия картин под названием «Маски» (Mask Series) передает ощущение апатии и одиночества каждого человека в обществе. Картины передают ироническое отношение автора к напыщенности и искусственности, свойственным современной городской жизни. В своих работах художник также вдохновлялся творчеством Альбрехта Дюрера, Леонардо да Винчи, Ван Гога и многих других художников.

## «Больничная серия»
Что касается серии работ на больничную тему, изображение фигур в основном достаточно реалистично, но в структуре композиции Цзэн Фаньчжи уделяет особое внимание психологическому настроению персонажей и выразительности изображения, достигнутой при помощи различных мазков. Передавая отношения между врачом и пациентом, он намекает на мазохизм и садомазохизм, которые являются проявлениями жизни. На лицах врачей на его картинах застыло хмурое выражение, а пациенты испуганно лежат на кровати, молча вперившись глазами в пространство.
Холодный белый тон (одежды и простыней) и кроваво-красный оттенок человеческого тела, а также выразительные мазки кисти наводят на мысль о скрытой опасности и витающей в воздухе угрозе смерти. Этот триптих положил начало «кровавому» периоду в живописи Цзэн Фаньчжи.
Образы человеческих фигур с каждой новой картиной становятся все более пугающими и вызывающими. Особенно на картинах выделены руки, которые кажутся непропорционально большими по отношению к телу, а каждый их сустав утрированно прорисован. Возникает ощущение, что люди на изображениях находятся в состоянии истерики. Помимо всего этого ассоциация с сырым мясом предполагает выплескивание наружу гнева и разочарования, причем сам акт выплескивания помогает избавиться от разочарования.

## «Маски»
В 1994 году Цзэн Фаньчжи начал работать над новой серией картин под названием «Маски». Работы этого периода открывают новый этап в творчестве художника: жестокость «Больничной серии» сменяется апатией «Масок». В этот период творчества художник теряет веру в человеческие отношения, не видит доверия между людьми. «Маски» символизируют холодную отстраненность людей нашего времени и невидимый барьер между ними.
Динамичное движение и текстура мазков, характерные для более ранних работ, сменилось в этой серии картин новым методом нанесения краски при помощи мастихина. Некогда четкие мазки стали более сглаженными, а сама манера живописи менее нарочитой. Используя мастихин для изображения фигур автор делает их слегка затуманенными.
Фон полотен этой серии также кажется более плоским и менее четким. Тени приобрели причудливые очертания без ясного источника света. Фигуры кажутся помещенными в незнакомую среду, не имеющую ничего общего с реальностью. Цветовая гамма картин этой серии становится более бедной.